# Filmåret 1979

## Årets filmer

### 1 - 9
- 1941 – Ursäkta, var är Hollywood?

### A - G
- Alien[1]
- Apocalypse
- Attentat i Bad Gastein
- Barnförbjudet
- Blecktrumman
- Caligula
- Charlotte Löwensköld
- Det svarta hålet
- Du är inte klok, Madicken[2]
- Ett anständigt liv
- Ett herrans liv
- Flykten från Alcatraz
- Fårödokument 1979

### H - N
- Hair
- Heja Sverige!
- Herr Puntila och hans dräng Matti
- Jag är med barn
- Kejsaren
- Kinasyndromet
- Kramer mot Kramer
- Kärlek på flykt
- Landet Narnia
- Linus eller Tegelhusets hemlighet
- Mad Max
- Manhattan
- Moonraker (James Bond)
- Nezha nao hai
- Norma Rae
- Nosferatu - Nattens vampyr

### O - U
- Repmånad
- Rocky II
- Rose, The
- Sabina
- Star Trek
- Stortjuven
- Supernollan
- Svarta hingsten
- Upprättelsen
- Phantasm

### V - Ö
- The Warriors - krigarna
- Välkommen Mr Chance
- Zombie Flesh Eaters (Zombi 2)
- Älskar, älskar inte

## Oscarspriser(i urval)
| Kategori                   | Vinnare                                |
| -------------------------- | -------------------------------------- |
| Bästa film:                | Kramer mot Kramer                      |
| Bästa regi:                | Robert Benton ( Kramer mot Kramer)     |
| Bästa manliga huvudroll:   | Dustin Hoffman (Kramer mot Kramer)     |
| Bästa kvinnliga huvudroll: | Sally Field (Norma Rae)                |
| Bästa manliga biroll:      | Melvyn Douglas (Välkommen Mr. Chance!) |
| Bästa kvinnliga biroll:    | Meryl Streep (Kramer mot Kramer)       |
| Bästa utländska film:      | Blecktrumman (Tyskland)                |

För komplett lista se Oscarsgalan 1980.

## Födda
- 8 januari – Sarah Polley, kanadensisk skådespelare.
- 15 januari – Busy Philipps, amerikansk skådespelare och manusförfattare.
- 16 januari – Aaliyah, amerikansk sångerska och skådespelare.
- 25 januari – Wali Razaqi, afghansk skådespelare.
- 9 februari
  - Viktor Ginner, svensk skådespelare.
  - Mena Suvari, amerikansk skådespelare.
- 21 februari – Jennifer Love Hewitt, amerikansk skådespelare.
- 23 februari – Sascha Zacharias, svensk skådespelare.
- 14 mars – Nick Atkinson, svensk skådespelare.
- 4 april
  - Heath Ledger, australisk skådespelare.
  - Natasha Lyonne, amerikansk skådespelare.
- 10 april – Tsuyoshi Doumoto, japansk skådespelare och musiker, sångare i Kinki Kids.
- 12 april – Claire Danes, amerikansk skådespelare.
- 19 april – Kate Hudson, amerikansk skådespelare.
- 28 april – Jorge Garcia, amerikansk skådespelare.
- 28 maj – Jesse Bradford, amerikansk skådespelare.
- 6 juni – Emil Lindroth, svensk musikproducent och skådespelare.
- 17 juli – Mike Vogel, amerikansk skådespelare och fotomodell.
- 3 augusti – Evangeline Lilly, kanadensisk skådespelare och fotomodell.
- 6 augusti – Megumi Okina, japansk skådespelare, fotomodell och sångerska.
- 26 september – Jenny Ulving, svensk skådespelare.
- 4 oktober – Rachael Leigh Cook, amerikansk skådespelare.
- 16 november – Eun-ju Lee, sydkoreansk skådespelare.
- 19 november – Martin Rutegard, svensk skådespelare.
- 28 december – Noomi Rapace, svensk skådespelare.
- 29 december – Diego Luna, mexikansk skådespelare.

## Avlidna
- 29 januari – Birgit Sergelius, finlandssvensk skådespelare.
- 7 februari – Verner Arpe, svensk skådespelare.
- 12 februari – Jean Renoir, fransk regissör.[3]
- 15 mars – Sture Ericson, svensk skådespelare och regissör.
- 10 april – Nino Rota, italiensk filmmusik-kompositör.
- 18 april – Jullan Kindahl, svensk skådespelare och sångerska.
- 19 april – Berndt Westerberg, svensk skådespelare.
- 14 maj – Hugo Bolander, svensk filmproducent, regissör, skådespelare och manusförfattare.
- 25 maj – Fred Gunnarsson, svensk skådespelare.
- 29 maj – Mary Pickford, amerikansk skådespelare, manusförfattare och producent.[3]
- 11 juni – John Wayne, amerikansk skådespelare och regissör.[3]
- 12 juni – Gerda Björne, svensk skådespelare.
- 14 juni – Toivo Pawlo, svensk skådespelare.
- 19 juli – Annika Tretow, svensk skådespelare.
- 7 augusti – Mathias Alexandersson, svensk skådespelare.
- 12 augusti – Inger Juel, svensk skådespelare och sångerska.
- 8 september – Jean Seberg, amerikansk skådespelare.
- 27 september – Gracie Fields, brittisk skådespelare och sångerska.
- 13 oktober – Ulla Castegren, svensk skådespelare och sångare.
- 14 oktober – Lasse Dahlqvist, svensk kompositör, vissångare och skådespelare.
- 31 oktober – Edvin Adolphson, 86, svensk skådespelare.[3]
- 17 november
  - Anders Ek, svensk skådespelare.
  - Anna-Lisa Fröberg, svensk skådespelare.
- 30 november – Zeppo Marx, amerikansk skådespelare och filmagent, en av Bröderna Marx
- 18 december – Henny Lindorff Buckhøj, dansk skådespelare.
- 22 december – Darryl F. Zanuck, 77, amerikansk filmproducent.
- 25 december – Joan Blondell, amerikansk skådespelare.[3]
- 29 december – Carl-Johan Unger, svensk skådespelare.

### Fotnoter
1. ↑  IMDB, läst 1 mars 2012
2. ↑  ”Astrid Lindgren”. http://www.astridlindgren.se/verken/filmerna/filmlista. Läst 21 mars 2011.
3. 1 2 3 4 5   Horisont 1979. Bertmarks